# Shepperton Studios
Shepperton Studios – brytyjska wytwórnia filmów, znajdująca się w Shepperton, w pobliżu Londynu.

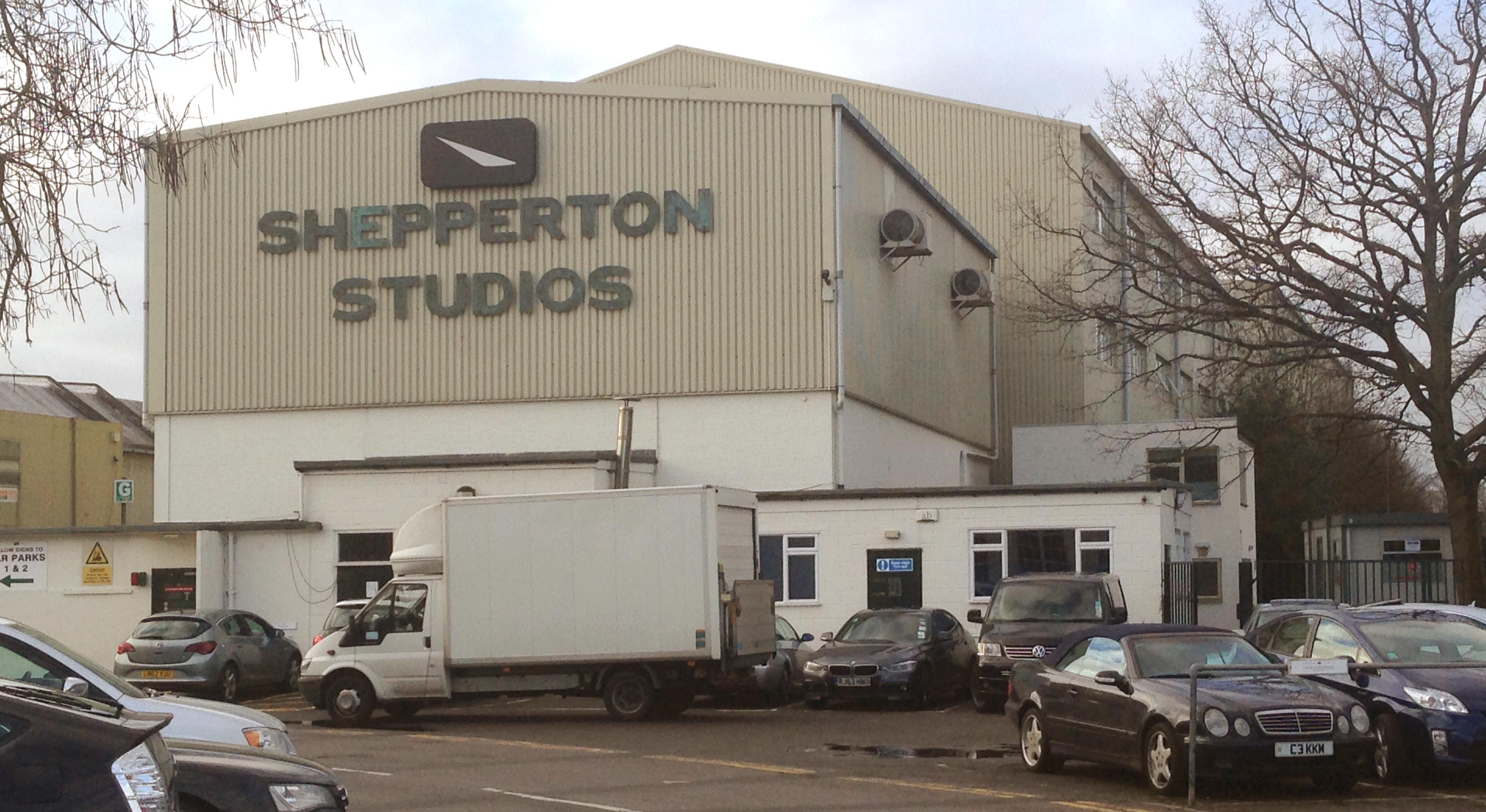
Część zabudowań wytwórni

Powstały w niej takie filmy, jak: Tajemnicza wyspa, Superman, Gandhi, Notting Hill, Cztery wesela i pogrzeb, Bridget Jones: W pogoni za rozumem, Harry Potter i więzień Azkabanu, Harry Potter i Czara Ognia, Szybcy i wściekli 6, Mamma Mia: Here We Go Again!.